# BMW Serie 2
El BMW Serie 2 es un automóvil deportivo de gama alta del segmento C que el fabricante alemán BMW comenzó a vender en marzo de 2013. Reemplaza a las versiones Coupé y descapotable del BMW Serie 1 (125i coupe), de modo que esta última denominación queda reservada a las variantes hatchback y sedan. El aspecto exterior de los dos modelos es completamente distinto, aunque comparten algunos interiores y la plataforma.
El Serie 2 se presentó en el Salón del Automóvil de Detroit de 2014 con carrocería coupé. La versión descapotable comenzará a comercializarse a principios de 2015. Tiene motor delantero longitudinal y tracción trasera, al igual que su predecesor. Sus rivales más cercanos son los cupés Toyota GT86 y Nissan 370Z, y los hatchbacks de tres puertas Audi A3, Opel Astra, Renault Mégane, SEAT León y Volkswagen Scirocco.
El 12 de marzo de 2015, BMW Argentina lanzó la primera generación del Serie 2 Coupé en Argentina. Con el nombre Serie 2 Coupé, BMW comercializa la nueva generación de su coupé del segmento compacto conocida hasta ese momento como Serie 1 Coupé. La Serie 2 comparte plataforma y mecánicas con la actual Serie 1. Llegó importada de Alemania y ya está a la venta en Argentina. Hay dos motorizaciones disponibles para la Argentina, ambas nafteras. La 220i Coupé tiene cuatro cilindros, 1.997 centímetros cúbicos, inyección directa, turbo, intercooler, 184 cv a 5.000 rpm y 270 Nm a 1.250 rpm. La M235i Coupé tiene seis cilindros, 2.979 centímetros cúbicos, inyección directa, turbo, intercooler, 326 cv a 5.800 rpm y 450 Nm a 1.300 rpm. Las dos versiones tienen caja automática de ocho velocidades y tracción trasera. Lo mejor son el diseño y las prestaciones. La 220i acelera de 0 a 100 en 7 segundos y alcanza los 230 km/h. La M235i acelera en 4,8 segundos y alcanza los 250 km/h. Por el momento, no hubo versiones disponibles con caja manual. Precio alcanzado por la segunda escala de impuestos internos. Neumáticos RunFlat, sin rueda de auxilio. La 220i viene de serie con frenos ABS, control de estabilidad, control de tracción, llantas de 17 pulgadas (de 18” en opción), sistema Start&Stop, climatizador bizona, techo corredizo, tapizado en cuero, butacas delanteras con ajuste eléctrico y memoria, faros de Xenón, suspensión deportiva M y equipo de audio BMW Professional con 250w y puerto USB. La M235i agrega M Package (butacas, volante, spoilers, chasis adaptativo y frenos específicos), llantas de 18 pulgadas, navegador satelital, sistema Apps y equipo de audio Harman Kardon. Garantía de tres años o 100.000 kilómetros.
El 12 de febrero de 2020, BMW Argentina lanzó la actualización del Serie 2 Coupé en Argentina. Es el restyling de la coupé de BMW para el Segmento C (compacto). LCi es la sigla con la que BMW identifica a los facelifts en su gama. Reemplaza al Serie 2 Coupé lanzado a la venta en marzo de 2015. Llega importado de Alemania y ya está a la venta en Argentina. Hay dos motorizaciones disponibles, ambas nafteras y turbo: 220i (cuatro cilindros, 184 cv y 270 Nm) y M240i (seis cilindros, 340 cv y 500 Nm). Los dos tienen caja automática de ocho velocidades (con convertidor de par) y tracción trasera. Era el último refugio para los fans de los BMW del Segmento C (compacto) con tracción trasera. Con el lanzamiento, dejaron de comercializarse los Serie 2 Cabrio y M2 Coupé. No tienen Frenado Autónomo de Emergencia, un dispositivo de seguridad que es cada vez más común en productos más accesibles. Neumáticos RunFlat, sin rueda de auxilio. Garantía de tres años o 200.000 kilómetros.
El 8 de junio de 2022, BMW Argentina lanzó a la segunda generación del Serie 2 Coupé en Argentina. Es la nueva generación de la coupé de BMW para el Segmento C (compacto). Conocida con el código G42/43, reemplaza a la anterior generación de la Serie 2 (F22/23) que se vendió en la Argentina desde marzo de 2015 . Llega importado de México y ya está a la venta en Argentina. Por el momento, habrá una sola motorización disponible: M240i xDrive Coupé (seis cilindros, 3.0 turbonaftero, 387 cv y 500 Nm). Se combina sólo con caja automática de ocho velocidades (con convertidor de par) y tracción integral xDrive. Lo mejor es que tiene la parrilla frontal con los "Riñones de BMW" dispuestos en forma horizontal (en lugar de la extravagante disposición vertical de los Serie 4 Coupé, ver fotos). También las prestaciones: acelera de 0 a 100 km/h en 4.2 segundos y su velocidad máxima está limitada a 250 km/h. Hace un año se había anunciado también la llegada de la versión más accesible 220i Coupé (cuatro cilindros, 2.0 turbonaftero, 184 cv, 300 Nm, tracción trasera y caja AT8), pero por el momento sólo se comercializará el M240i. Garantia de tres años o 200.000 kilómetros.
El 25 de julio de 2023, BMW Argentina lanzó en Argentina a una nueva versión de entrada de gama del Serie 2 Coupé. Es la nueva versión de entrada a gama del modelo de BMW para el Segmento C (compacto). Complementa la oferta de los 218i Gran Coupé lanzado en julio de 2020, M240i Coupé xDrive lanzado en junio de 2022 y M235i Gran Coupé xDrive lanzado también en junio de 2022. Llega importado de México y ya está a la venta en Argentina. Motor cuatro cilindros 2.0 turbonaftero (184 cv y 300 Nm), con caja automática de ocho velocidades y tracción trasera. Es el único Serie 2 con tracción trasera que se ofrece en la Argentina y el BMW más accesible en nuestro mercado con este tipo de transmisión tan tradicional. Que sea "accesible" dentro de la marca no significa que resulte "barato". Pronto llegará a la Argentina el nuevo M2 (460 cv, tracción trasera) y ya duelen los bolsillos de sólo imaginar su precio. Viene de serie con llantas de 18 pulgadas, techo corredizo, faros led, tablero digital de 12.3 pulgadas y pantalla multimedia de 14.9 pulgadas. Garantía de tres años o 200.000 kilómetros.
El 29 de julio de 2020, BMW Argentina lanzó la primera generación del Serie 2 Gran Coupé. Es el nuevo sedán de BMW para el Segmento C (compacto). Complementa la oferta del nuevo Serie 1 Hatchback, lanzado en febrero de 2020. A pesar de llamarse Gran Coupé, tiene carrocería de cuatro puertas, con una silueta deportiva tipo Fastback. Llega importado de Alemania y ya está a la venta en Argentina. En una primera etapa, se ofrecerá en una sola versión, 218i Gran Coupé. Tiene la misma mecánica del 118i. Motor tres cilindros 1.5 turbonaftero (140 cv y 220 Nm). Caja automática de siete velocidades (doble embrague) y tracción delantera. Es el sedán más accesible de BMW en Argentina. Lo sigue el 320i Sedán (184 cv, tracción trasera, 55.900 dólares). Tiene menos potencia y es más caro que la competencia. Sus rivales directos son el Audi A3 Sedán (desde 150 cv y desde 41.600 dólares) y Mercedes-Benz Clase A Sedán (desde 163 cv y desde 48 mil dólares). Sólo se ofrece con el nivel de terminación Advantage. Garantía de tres años o 200.000 kilómetros. 
El 15 de junio de 2022, BMW Argentina lanzó una nueva versión tope de gama del Serie 2 Gran Coupé. Es la nueva versión tope de gama del sedán de BMW para el Segmento C (compacto). Complementa la gama del 218i Gran Coupé, que se comercializa desde julio de 2020. Se llama Gran Coupé porque tiene carrocería tipo Fastback, pero no debe ser confundido con el Serie 2 Coupé, lanzado en junio de 2022. Se presentó el 14 de junio, en el marco de la fiesta en Buenos Aires por los 50 años de BMW M. Llega importado de Alemania y ya está a la venta en Argentina. Motor de cuatro cilindros 2.0 turbonaftero (306 cv y 450 Nm), combinado con caja automática de ocho velocidades (con convertidor de par) y tracción integral. Se sigue ofreciendo la versión de entrada a gama 218i Gran Coupé. No es el más deportivo, pero tal vez es la versión más equilibrada e interesante de la oferta actual para el Segmento C (compacto) de BMW en la Argentina. Precio elevado, a causa de la segunda escala de impuestos internos. También habrá pocas unidades disponibles, a raíz de las restricciones a las importaciones del Gobierno. Viene de serie con el paquete deportivo M, que incluye las llantas de aleación M de 18 pulgadas, frenos deportivos M y suspensión deportiva M. Garantía de tres años o 200.000 kilómetros.

## Motorizaciones
Los motores gasolina del Serie 2 son un cuatro cilindros en línea de 2,0 litros en versiones de 184 y 245 CV ("220i" y "228i"), y un seis cilindros en línea de 3,0 litros y 326 CV ("M235i"). Por su parte, el Diesel es un cuatro cilindros en línea 2,0 litros de 184 CV ("220d"). El modelo se ofrece con caja de cambios manual de seis marchas o automática de ocho marchas.
| Motores de gasolina            | Motores de gasolina                                       | Motores de gasolina                                       | Motores de gasolina                                       | Motores de gasolina                                       | Motores de gasolina                                       | Motores de gasolina                                       | Motores de gasolina                                       | Motores de gasolina                                       | Motores de gasolina                                |
|                                | 218i                                                      | 220i                                                      | 220i                                                      | 228i                                                      | 230i                                                      | M235i                                                     | M240i                                                     | M2                                                        | M2 Competition                                     |
| ------------------------------ | --------------------------------------------------------- | --------------------------------------------------------- | --------------------------------------------------------- | --------------------------------------------------------- | --------------------------------------------------------- | --------------------------------------------------------- | --------------------------------------------------------- | --------------------------------------------------------- | -------------------------------------------------- |
| Periodo                        | 2015-presente                                             | 2013-2016                                                 | 2016-presente                                             | 2014-2016                                                 | 2016-presente                                             | 2013-2016                                                 | 2016-presente                                             | 2015-2018                                                 | 2018-presente                                      |
| Identificación del motor       | B38 B15                                                   | N20 B20                                                   | B48 B20                                                   | N20 B20                                                   | B48 B20                                                   | N55 B30                                                   | B58 B30                                                   | N55 B30                                                   | S55 B30                                            |
| Tipo de motor                  | L3 12v, inyección directa, twin-scroll turbo, intercooler | L4 16v, inyección directa, twin-scroll turbo, intercooler | L4 16v, inyección directa, twin-scroll turbo, intercooler | L4 16v, inyección directa, twin-scroll turbo, intercooler | L4 16v, inyección directa, twin-scroll turbo, intercooler | L6 24v, inyección directa, twin-scroll turbo, intercooler | L6 24v, inyección directa, twin-scroll turbo, intercooler | L6 24v, inyección directa, twin-scroll turbo, intercooler | L6 24v, inyección directa, biturbo, intercooler    |
| Diámetro x carrera             | 82.0 mm × 94.6 mm                                         | 84.0 mm × 90.1 mm                                         | 82.0 mm × 94.6 mm                                         | 84.0 mm × 90.1 mm                                         | 82.0 mm × 94.6 mm                                         | 84.0 mm × 89.6 mm                                         | 82.0 mm × 94.6 mm                                         | 84.0 mm × 89.6 mm                                         | 84.0 mm × 89.6 mm                                  |
| Cilindrada                     | 1499 cm³                                                  | 1997 cm³                                                  | 1998 cm³                                                  | 1997 cm³                                                  | 1998 cm³                                                  | 2979 cm³                                                  | 2998 cm³                                                  | 2979 cm³                                                  | 2979 cm³                                           |
| Relación de compresión         | 11.0: 1                                                   | 10.0: 1                                                   | 11.0: 1                                                   | 10.0: 1                                                   | 10.2: 1                                                   | 10.2: 1                                                   | 11.0: 1                                                   | 10.2: 1                                                   | 10.2: 1                                            |
| Potencia máxima: CV (kW) @ rpm | 136 CV (100 kW) @ 4500-6000                               | 184 CV (135 kW) @ 5000-6250                               | 184 CV (135 kW) @ 5000                                    | 245 CV (180 kW) @ 5000-6500                               | 252 CV (185 kW) @ 5200                                    | 326 CV (240 kW) @ 5800-6000                               | 340 CV (250 kW) @ 5500                                    | 370 CV (272 kW) @ 6500                                    | 410 CV (302 kW) @ 5230-7000                        |
| Par máximo: Nm @ rpm           | 220 Nm @ 1250-4300                                        | 270 Nm @ 1250-4500                                        | 270 Nm @ 1350-4600                                        | 350 Nm @ 1250-4800                                        | 350 Nm @ 1450-4800                                        | 450 Nm @ 1300-4500                                        | 500 Nm @ 1520-4500                                        | 465 Nm @ 1400-5560                                        | 550 Nm @ 2350-5230                                 |
| Tracción                       | Trasera                                                   | Trasera                                                   | Trasera                                                   | Trasera                                                   | Trasera                                                   | Trasera / Total (xDrive)                                  | Trasera / Total (xDrive)                                  | Trasera                                                   | Trasera                                            |
| Transmisión                    | Manual, 6 velocidades / Automática, 8 velocidades         | Manual, 6 velocidades / Automática, 8 velocidades         | Manual, 6 velocidades / Automática, 8 velocidades         | Manual, 6 velocidades / Automática, 8 velocidades         | Manual, 6 velocidades / Automática, 8 velocidades         | Manual, 6 velocidades / Automática, 8 velocidades         | Manual, 6 velocidades / Automática, 8 velocidades         | Manual, 6 velocidades / Automática, 7 velocidades         | Manual, 6 velocidades / Automática, 7 velocidades  |
| Aceleración 0–100 km/h         | 8.8 s                                                     | 7.0 s                                                     | 7.1 s                                                     | 5.8 s                                                     | 5.8 s                                                     | 5.0 s                                                     | 4.8 s                                                     | 4.5 s                                                     | 4.4 s                                              |
| Velocidad máxima               | 210 Km/h                                                  | 235 Km/h                                                  | 235 Km/h                                                  | 250 Km/h (Limitada electrónicamente)                      | 250 Km/h (Limitada electrónicamente)                      | 250 Km/h (Limitada electrónicamente)                      | 250 Km/h (Limitada electrónicamente)                      | 250 Km/h (Limitada electrónicamente)                      | 280 Km/h (Con Paquete M Driver de Serie en España) |
| Consumo combinado (L/100 km)   | 5.1-5.6                                                   | 6.1-6.3                                                   | 5.7-6.1                                                   | 6.6                                                       | 6.2-6.4                                                   | 8.1                                                       | 7.8                                                       | 8.5                                                       | 9.8                                                |
| Normativa anticontaminación    | Euro 6                                                    | Euro 5, Euro 6                                            | Euro 6                                                    | Euro 5, Euro 6                                            | Euro 6                                                    | Euro 5, Euro 6                                            | Euro 6                                                    | Euro 6                                                    | Euro 6                                             |

| Periodo                        | 2013-2015                                                  | 2015-presente                                              | 2013-2014                                                  | 2014-presente                                              | 2013-2015                                                    | 2015-presente                                                |
| Identificación del motor       | N47 D20                                                    | B47 D20                                                    | N47 D20                                                    | B47 D20                                                    | N47 D20                                                      | B47 D20                                                      |
| Tipo de motor                  | L4 16v, inyección directa, common-rail, turbo, intercooler | L4 16v, inyección directa, common-rail, turbo, intercooler | L4 16v, inyección directa, common-rail, turbo, intercooler | L4 16v, inyección directa, common-rail, turbo, intercooler | L4 16v, inyección directa, common-rail, biturbo, intercooler | L4 16v, inyección directa, common-rail, biturbo, intercooler |
| Diámetro x carrera             | 84.0 mm × 90.0 mm                                          | 84.0 mm × 90.0 mm                                          | 84.0 mm × 90.0 mm                                          | 84.0 mm × 90.0 mm                                          | 84.0 mm × 90.0 mm                                            | 84.0 mm × 90.0 mm                                            |
| Cilindrada                     | 1995 cm³                                                   | 1995 cm³                                                   | 1995 cm³                                                   | 1995 cm³                                                   | 1995 cm³                                                     | 1995 cm³                                                     |
| Relación de compresión         | 16.5: 1                                                    | 16.5: 1                                                    | 16.5: 1                                                    | 16.5: 1                                                    | 16.5: 1                                                      | 16.5: 1                                                      |
| Potencia máxima: CV (kW) @ rpm | 143 CV (105 kW) @ 4000                                     | 150 CV (110 kW) @ 4000                                     | 184 CV (135 kW) @ 4000                                     | 190 CV (140 kW) @ 4000                                     | 218 CV (160 kW) @ 4400                                       | 224 CV (165 kW) @ 4400                                       |
| Par máximo: Nm @ rpm           | 320 Nm @ 1750-2500                                         | 320 Nm @ 1500-3000                                         | 380 Nm @ 1750-2750                                         | 400 Nm @ 1750-2500                                         | 450 Nm @ 1500-2500                                           | 450 Nm @ 1500-3000                                           |
| Tracción                       | Trasera                                                    | Trasera                                                    | Trasera                                                    | Trasera / Total (xDrive)                                   | Trasera                                                      | Trasera                                                      |
| Transmisión                    | Manual, 6 velocidades / Automática, 8 velocidades          | Manual, 6 velocidades / Automática, 8 velocidades          | Manual, 6 velocidades / Automática, 8 velocidades          | Manual, 6 velocidades / Automática, 8 velocidades          | Automática, 8 velocidades                                    | Automática, 8 velocidades                                    |
| Aceleración 0–100 km/h         | 8.9 s                                                      | 8.4 s                                                      | 7.2 s                                                      | 7.1 s                                                      | 6.3 s                                                        | 6.2 s                                                        |
| Velocidad máxima               | 213 Km/h                                                   | 213 Km/h                                                   | 230 Km/h                                                   | 230 Km/h                                                   | 242 Km/h                                                     | 243 Km/h                                                     |
| Consumo combinado (L/100 km)   | 4.3                                                        | 4.0-4.4                                                    | 4.5-4.8                                                    | 4.1-4.4                                                    | 4.7                                                          | 4.3                                                          |
| Normativa anticontaminación    | Euro 5                                                     | Euro 6                                                     | Euro 5                                                     | Euro 6                                                     | Euro 5                                                       | Euro 6                                                       |